# Kayenta
Pour la formation géologique de l’Utah, voir Formation de Kayenta.
Kayenta (en navajo Tó Dínéeshzheeʼ) est une census-designated place située dans le comté de Navajo, dans l’État de l’Arizona, aux États-Unis. Sa population s’élevait à 5 189 habitants lors du recensement de 2010.

## Source
- (en) Cet article est partiellement ou en totalité issu de l’article de Wikipédia en anglais intitulé « Kayenta, Arizona » (voir la liste des auteurs).